# Extraliga (Tschechien, Schach) 2008/09
Die Extraliga 2008/09 war die 17. Spielzeit der tschechischen Extraliga im Schach.

## Teilnehmende Mannschaften
Für die Extraliga hatten sich mit 1. Novoborský ŠK, ŠK Mahrla Prag, BŠS Frýdek-Místek, RC Sport Pardubice Pardubice, A64 Valoz Grygov, TJ Slávie Turnov, ŠK Zlín, ŠK Labortech-Geofin Ostrava, TJ Bohemians Prag und TJ TŽ Třinec die zehn Erstplatzierten der Saison 2007/08 qualifiziert, außerdem waren SPACE Poštovní spořitelna als Sieger der 1. liga západ 2007/08 und die zweite Mannschaft von TJ TŽ Třinec als Sieger der 1. liga východ 2007/08 aufgestiegen.
Zu den gemeldeten Mannschaftskadern der teilnehmenden Vereine siehe Mannschaftskader der Extraliga (Tschechien, Schach) 2008/09.

## Modus
Die zwölf Mannschaften spielten ein einfaches Rundenturnier, über die Platzierungen entschieden zunächst die Mannschaftspunkte (3 Punkte für einen Sieg, 1 Punkt für ein Unentschieden, 0 Punkte für eine Niederlage), anschließend die Brettpunkte (1 Punkt für einen Sieg, 0,5 Punkte für ein Remis, 0 Punkte für eine Niederlage).

## Spieltermine
Die Wettkämpfe fanden statt am 8. und 9. November, 6. und 7. Dezember 2008, 10. Januar, 7., 8., 21. und 22. Februar sowie 21. und 22. März 2009.

## Saisonverlauf
Der ŠK Mahrla Prag und der 1. Novoborský ŠK lieferten sich einen Zweikampf um den Titel, den die Prager in der letzten Runde durch einen Sieg im direkten Vergleich für sich entschieden. Die zweite Mannschaft von TJ TŽ Třinec stand schon zwei Runden vor Schluss als Absteiger fest, und auch SPACE Poštovní spořitelna hatte zu diesem Zeitpunkt nur noch geringe theoretische Chancen auf den Klassenerhalt. 

## Abschlusstabelle
| Pl. | Verein                          | Sp | G  | U | V  | MP | Brett-P.  |
| --- | ------------------------------- | -- | -- | - | -- | -- | --------- |
| 01. | ŠK Mahrla Prag                  | 11 | 10 | 0 | 1  | 30 | 59,0:29,0 |
| 02. | 1. Novoborský ŠK (M)            | 11 | 8  | 2 | 1  | 26 | 58,0:30,0 |
| 03. | RC Sport Pardubice              | 11 | 7  | 2 | 2  | 23 | 53,0:35,0 |
| 04. | A64 Valoz Grygov                | 11 | 7  | 1 | 3  | 22 | 49,5:38,5 |
| 05. | BŠŠ Frýdek-Místek               | 11 | 6  | 1 | 4  | 19 | 47,5:40,5 |
| 06. | ŠK Zlín                         | 11 | 5  | 1 | 5  | 16 | 44,5:43,5 |
| 07. | ŠK Geofin Ostrava               | 11 | 4  | 1 | 6  | 13 | 46,0:42,0 |
| 08. | TJ Zikuda Turnov                | 11 | 4  | 0 | 7  | 12 | 42,5:45,5 |
| 09. | TJ Bohemians Prag               | 11 | 4  | 0 | 7  | 12 | 36,0:52,0 |
| 10. | TJ TŽ Třinec I. Mannschaft      | 11 | 3  | 1 | 7  | 10 | 38,5:49,5 |
| 11. | SPACE Poštovní spořitelna (N)   | 11 | 3  | 0 | 8  | 9  | 33,5:54,5 |
| 12. | TJ TŽ Třinec II. Mannschaft (N) | 11 | 0  | 1 | 10 | 1  | 20,0:68,0 |

## Entscheidungen
|     | Tschechischer Meister: ŠK Mahrla Prag                                            |
|     | Absteiger in die 1. liga: SPACE Poštovní spořitelna, TJ TŽ Třinec II. Mannschaft |
| (M) | Meister der letzten Saison                                                       |
| (N) | Aufsteiger der letzten Saison                                                    |

## Kreuztabelle
| Ergebnisse | Ergebnisse                  | 01. | 02. | 03. | 04. | 05. | 06. | 07. | 08. | 09. | 10. | 11. | 12. |
| ---------- | --------------------------- | --- | --- | --- | --- | --- | --- | --- | --- | --- | --- | --- | --- |
| 01.        | ŠK Mahrla Prag              |     | 4½  | 3½  | 5   | 5½  | 6   | 4½  | 5½  | 6   | 5   | 7   | 6½  |
| 02.        | 1. Novoborský ŠK            | 3½  |     | 4   | 4½  | 5½  | 5½  | 5   | 5½  | 6   | 4   | 7   | 7½  |
| 03.        | RC Sport Pardubice          | 4½  | 4   |     | 3   | 4   | 4½  | 5   | 3   | 5   | 6½  | 6   | 7½  |
| 04.        | A64 Valoz Grygov            | 3   | 3½  | 5   |     | 3   | 5   | 5   | 4½  | 5   | 6   | 5½  | 4   |
| 05.        | BŠŠ Frýdek-Místek           | 2½  | 2½  | 4   | 5   |     | 4½  | 3   | 5½  | 6   | 3   | 6   | 5½  |
| 06.        | ŠK Zlín                     | 2   | 2½  | 3½  | 3   | 3½  |     | 4   | 4½  | 6   | 4½  | 4½  | 6½  |
| 07.        | ŠK Geofin Ostrava           | 3½  | 3   | 3   | 3   | 5   | 4   |     | 2½  | 3½  | 5   | 6   | 7½  |
| 08.        | TJ Zikuda Turnov            | 2½  | 2½  | 5   | 3½  | 2½  | 3½  | 5½  |     | 3   | 5   | 2½  | 7   |
| 09.        | TJ Bohemians Prag           | 2   | 2   | 3   | 3   | 2   | 2   | 4½  | 5   |     | 3½  | 4½  | 4½  |
| 10.        | TJ TŽ Třinec I. Mannschaft  | 3   | 4   | 1½  | 2   | 5   | 3½  | 3   | 3   | 4½  |     | 3   | 6   |
| 11.        | SPACE Poštovní spořitelna   | 1   | 1   | 2   | 2½  | 2   | 3½  | 2   | 5½  | 3½  | 5   |     | 5½  |
| 12.        | TJ TŽ Třinec II. Mannschaft | 1½  | ½   | ½   | 4   | 2½  | 1½  | ½   | 1   | 3½  | 2   | 2½  |     |

## Die Meistermannschaft
| 1.            | ŠK Mahrla Prag |
| Schachfiguren | Jurij Drosdowskyj, David Navara, Wolodymyr Tukmakow, Hannes Stefánsson, Tomáš Oral, Vlastimil Jansa, Miloš Jirovský, David Groß, Michail Iwanow, Eduard Meduna, Milan Orság, Stanislav Cífka, Ján Plachetka, Ivan Hausner |